# Рохат (станция метро)
Рохат (узб. Rohat) — станция Ташкентского метрополитена на линии Тридцатилетия независимости Узбекистана, расположена между станциями «Олмос» и «Янгиобод». Открыта для пассажиров 30 августа 2020 года.

## История
Строительство станции началось 1 октября 2017 года.
Располагается в Яшнабадском районе, на пересечении Ахангаранского шоссе с Ташкентской кольцевой автомобильной дорогой.
Работы по строительству станции были завершены 3 февраля 2020 года.
Станция запущена в эксплуатацию 30 августа 2020 года. Некоторое время после открытия станция носила временное название «5-бекат» (узб. 5-bekat). 9 августа 2023 года, после опросов жителей города, станция официально получило название «Рохат».
Получила своё название по одноимённому озеру, вблизи которого она расположена.

## Характеристика
Станция : надземная, крытая, с островным расположением платформы.
Имеет два вестибюля, с западной стороны оборудована лифтом для маломобильных пассажиров, с восточной стороны установлен 3-ленточный эскалатор.